# Liste des espèces d'invertébrés inscrites à l'Annexe III de la CITES
La liste suivante recense les espèces d'invertébrés inscrites à l'Annexe III de la CITES.
Sauf mention contraire, l'inscription à l'Annexe d'une espèce inclut l'ensemble de ses sous-espèces et de ses populations.

## Liste[1]
- Famille des Stichopodidae :
  - Isostichopus fuscus

- Famille des Lucanidae :
  - Colophon spp.

- Famille des Nymphalidae :
  - Agrias amydon boliviensis
  - Morpho godartii lachaumei
  - Prepona praeneste buckleyana

- Famille des Coralliidae :
  - Corallium elatius
  - Corallium japonicum
  - Corallium konjoi
  - Corallium secundum